# Condado de Highlands
El condado de Highlands es un condado ubicado en el estado de Florida. En 2000, su población era de 87 366 habitantes. Su sede está en Sebring.

## Historia
El Condado de Highlands fue creado en 1921. Fue así nombrado por su topología montañosa.

## Demografía
Según el censo de 2000, el condado cuenta con 87 366 habitantes, 37 471 hogares y 25 780 familias residentes. La densidad de población es de 33 hab/km² (85 hab/mi²). Hay 48 846 unidades habitacionales con una densidad promedio de 18 u.a./km² (48 u.a./mi²). La composición racial de la población del condado es 83,47% Blanca, 9,33% Afroamericana o Negra, 0,44% Nativa americana, 1,05% Asiática, 0,03% De las islas del Pacífico, 4,14% de Otros orígenes y 1,53% de dos o más razas. El 12,07% de la población es de origen Hispano o Latino cualquiera sea su raza de origen.
De los 37 471 hogares, en el 20,00% de ellos viven menores de edad, 57,20% están formados por parejas casadas que viven juntas, 8,50% son llevados por una mujer sin esposo presente y 31,20% no son familias. El 26,30% de todos los hogares están formados por una sola persona y 16,70% de ellos incluyen a una persona de más de 65 años. El promedio de habitantes por hogar es de 2,30 y el tamaño promedio de las familias es de 2,70 personas.
El 19,20% de la población del condado tiene menos de 18 años, el 6,30% tiene entre 18 y 24 años, el 19,30% tiene entre 25 y 44 años, el 22,20% tiene entre 45 y 64 años y el 33,00% tiene más de 65 años de edad. La edad media es de 50 años. Por cada 100 mujeres hay 95,20 hombres y por cada 100 mujeres de más de 18 años hay 92,20 hombres.
La renta media de un hogar del condado es de $30 160, y la renta media de una familia es de $35 647. Los hombres ganan en promedio $26 811 contra $20 725 para las mujeres. La renta per cápita en el condado es de $17 222 el 15,20% de la población y 10,20% de las familias tienen rentas por debajo del nivel de pobreza. De la población total bajo el nivel de pobreza, el 25,60% son menores de 18 y el 7,40% son mayores de 65 años.

## Ciudades y pueblos

### Municipalidades
- Avon Park
- Lake Placid
- Sebring

### No incorporadas
- Placid Lakes
- Sylvan Shores